# BMW 7系列 (F01)

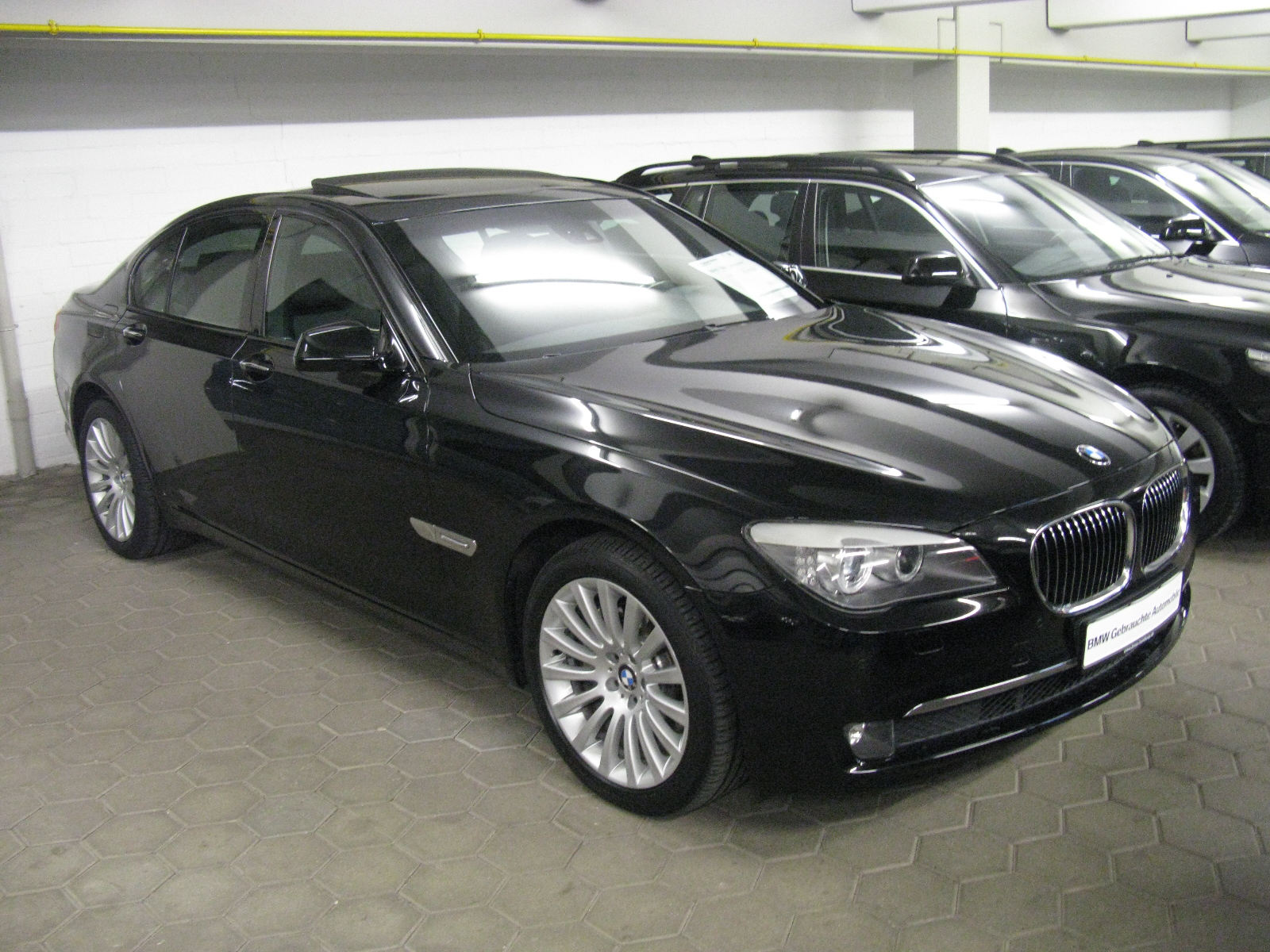

BMW F01是德國汽車公司BMW旗下車型BMW 7系列的上一代車款。BMW F01在2008年9月正式發表。BMW F01另有長軸距型號BMW F02，比BMW F01要長14 cm（5.5英寸）。BMW F01於2008年7月8日在莫斯科紅場正式發表，之後在2008年洛杉磯車展上登場。